# Reinhard Kienle
Reinhard Kienle (* 18. Juli 1949) ist ein ehemaliger deutscher Fußballspieler.
Reinhard Kienle wechselte 1974 vom FV 09 Nürtingen zum SSV Reutlingen 05, der zu diesem Zeitpunkt amtierender Deutscher Amateurmeister war. In seiner ersten Saison in Reutlingen wurde Kienle mit dem SSV Meister der 1. Amateurliga Schwarzwald-Bodensee und stieg in der anschließenden Aufstiegsrunde durch fünf Siege in sechs Gruppenspielen in die 2. Bundesliga auf. Reinhard Kienle absolvierte in der Zweitligaspielzeit 1975/76 zehn Profieinsätze für den SSV Reutlingen und erzielte gegen den SSV Jahn Regensburg einen Zweitligatreffer. Nachdem Kienle am Saisonende mit dem SSV abgestiegen war, wurde er mit Reutlingen in der Schwarzwald-Bodensee-Liga 1976/77 wieder Meister. In der folgenden Aufstiegsrunde zur 2. Bundesliga verfehlte er mit seiner Mannschaft nach Niederlagen gegen den Freiburger FC jedoch den Wiederaufstieg.